# Liste de périodiques botaniques
Cet article liste des périodiques botaniques du monde entier et de langues diverses, actuels (titres en gras) ou disparus.
Le nom du périodique est suivi, éventuellement, de la date de création (et de disparition pour les périodiques arrêtés), du nom de l'organisme botanique éditeur, du lieu d'édition, de l'ISSN, d'un lien vers le site officiel et de la mention, le cas échéant, des titres précédent(s) et suivant(s).
Sont exclus de cette liste les périodiques spécialisés dans un groupe particulier de végétaux (orchidées, plantes carnivores, cactacées, etc.).
- Haut – A
- B
- C
- D
- E
- F
- G
- H
- I
- J
- K
- L
- M
- N
- O
- P
- Q
- R
- S
- T
- U
- V
- W
- X
- Y
- Z

## A
- Acanthus
- Acta botanica Academiae Scientiarum Hungaricae, 1954-1982, Académie hongroise des sciences, Budapest, devient Acta botanica Hungarica en 1983
- Acta botanica Austro Sinica,  (ISBN 7030024214), Institut botanique de la Chine du Sud
- Acta botanica Barcinonensia, 1978-, Département de Biologie végétale de l'Université autonome de Barcelone,  (ISSN 0210-7597), disponible en ligne, fusion de Acta phytotaxonomica Barcinonensia et de Acta geobotanica Barcinonensia
- Acta Botanica Bohemica, 1922-1944, Prague
- Acta Botanica Boreali-Occidentalia Sinica, 1980-, Académie des Sciences de Shaanxi  (ISSN 1000-4025)
- Acta botanica Brasilica, 1987?-, Société botanique du Brésil, São Paulo  (ISSN 0102-3306), disponible en ligne
- Acta botanica Croatica, 1957-, Institut botanique de l'Université de Zagreb  (ISSN 0365-0588), , succède à Acta Botanica Instituti Botanici Universitatis Zagrebensis
- Acta botanica Cubana, 1980-, Académie des sciences de Cuba, Institut d'écologie et de systématique  (ISSN 0255-7835),
- Acta botanica Fennica, 1925-, Societas pro Fauna et Flora Fennica, Helsinki  (ISSN 0001-5369),
- Acta botanica Gallica, 1993-2015, Société botanique de France  (ISSN 1253-8078), , succède à Bulletin de la Société botanique de France
- Acta botanica Horti Bucurestiensis, 1960-1997, Université de Bucarest, Jardin botanique Dimitrie Brândză, devient Acta Horti botanici Bucurestiensis en 1998
- Acta botanica Hungarica, 1983-, Académie hongroise des sciences, Budapest  (ISSN 0001-5350 et 1588-2578), , succède à Acta botanica Academiae Scientiarum Hungaricae
- Acta botanica Indica, 1973-, Meerut College, Society for the Advancement of Botany  (ISSN 0379-508X)
- Acta botanica Instituti botanici Universitatis Zagrebensis, 1925-1956, Institut botanique de l'Université de Zagreb, Zagreb, devient Acta botanica Croatica en 1957
- Acta botanica Islandica, 1972-, Institut d'histoire naturelle d'Islande, Reykjavik, Akureyri  (ISSN 0374-5066), succède à Flora : Timarit um Islenzka Grasafraedi
- Acta botanica Malacitana, 1975-, Département de Biologie végétale de l'Université de Malaga  (ISSN 0210-9506) disponible en ligne
- Acta botánica Mexicana, 1988-, Institut d'écologie, Pátzcuaro  (ISSN 0187-7151),
- Acta botanica Neerlandica, 1952-, Société royale de botanique des Pays-Bas, Oxford (Blackwell)  (ISSN 0044-5983), fusion de Nederlandsch kruidkundig archief et Recueil des travaux botaniques néerlandais
- Acta botanica Sinica, 1952-2001, Université de Pékin et Académie chinoise des sciences  (ISSN 0577-7496), remplacé par Journal of Integrative Plant Biology de 2004 à 2008, puis devient Chinese Bulletin of Botany en 2008
- Acta botanica Slovaca, 1978-, Académie des sciences slovaque, Bratislava, remplace Acta Instituti Botanici Academiae Scientiarum Slovacae
- Acta botanica Venezuelica, 1965-, Jardin botanique de Caracas  (ISSN 0084-5906)
- Acta botanica Yunnanica, 1979-, Institut de botanique de Kunming,
- Acta cientifica Potosina
- Acta Facultatis Rerum naturalium Universitatis Comenianae. Botanica, 1956-, Université Comenius à Bratislava
- Acta Facultatis Rerum naturalium Universitatis Comenianae. Physiologia Plantarum, 1970-, Université Comenius à Bratislava  (ISSN 0373-8205)
- Acta horti botanici Bucurestiensis, 1998-, Université de Bucarest, Jardin botanique Dimitrie Brândză  (ISSN 1453-8830), succède à Acta Botanica Horti Bucurestiensis
- Acta Instituti Botanici Academiae Scientiarum Slovacae, ?-1977, Académie des sciences slovaque, Bratislava, devient Acta botanica Slovaca en 1978
- Acta geobotanica Barcinonensia, 1964-1977, Département de botanique de l'Université de Barcelone, fusionne avec Acta Phytotaxonomica Barcinonensia pour former Acta Botanica Barcinonensia en 1978
- Acta Geobotanica Hungarica, 1936-1949, Université de Debrecen, devient Annales Biologicae Universitatis Debreceniensis en 1950
- Acta Palaeobotanica
- Acta Phytotaxonomica Barcinonensia, 1968-1977, Département de botanique de l'Université de Barcelone, fusionne avec Acta geobotanica Barcinonensia pour former Acta Botanica Barcinonensia en 1978
- Acta phytotaxonomica geobotanica
- Acta phytotaxonomica Sinica
- Adansonia
- Albertoa, Département de Botanique du Musée National brésilien  (ISSN 0103-4944).
- Al Biruniya, 1985-1997, Revue marocaine de pharmacognosie, d'études ethnomédicales et de botanique appliquée, publiée par l'association Al Biruniya à Rabat
- Aliso, Jardin botanique de Rancho Santa Ana, à Claremont en Californie,
- Allertonia
- Allionia
- American Journal of Botany
- Annales de la Société botanique de Lyon
- Annales Forestales (Anali za Sumarstvo, Zagreb)
- Annales générales d'horticulture, publiées à Gand (1865-1883)
- Annals of Botany
- Annals of the Missouri Botanical Garden
- Aquatic Botany  (ISSN 0304-3770)
- Arboretum Kórnickie
- Arnoldia, Arnold Arboretum Harvard
- Arnoldia (Munich), 1991-,
- Aroideana
- Ashingtonia (1973-1979) - Cactacées - Publié par les Holly Gate Nurseries, Ashington, Sussex, Angleterre.
- Australian Journal of Botany .
- Austrobaileya

## B
- Baileya
- Balduinia
- Bangladesh Journal of Botany
- Bartonia
- Bauhinia (Basel/Bâle, Suisse) (de) .
- Belgian Journal of Botany  (ISSN 0778-4031)
- Belmontia
- Biochemical Systematics and Ecology
- Biologia Plantarum
- Blancoana - Jaen (Espagne)
- Blumea - Journal de taxonomie et géographie botaniques du Nationaal Herbarium Nederland
- Blyttia
- Bocconea - Titre dédié au naturaliste et botaniste sicilien Paolo Silvio Boccone (1633-1704)
- Boissiera
- Boletim de la Sociedade Broteriana
- Boletín de la Asociacion de herbarios iberico-macaronésicos -
- Boletín de la Sociedad botanica de Mexico
- Bonplandia
- Botanica Helvetica -  (ISSN 0253-1453)
- Botanica Macaronesica
- Botanica Rhedonica
- Botanical Gazette
- Botanical Journal of the Linnaean Society
- Botanical Magazine of Tokyo
- The Botanical Review -  (ISSN 0006-8101)
- Botanicheskiy Zhurnal - Journal de botanique de Russie  (ISSN 0006-8136)
- Botanische Jahrbücher für Systematik, Pflanzengeschichte und Pflanzengeographie -  (ISSN 0006-8152)
- Botanisches Zentralblatt
- Botanisk Tidsskrift (Danemark)
- Botany Letters, 2016-, Société botanique de France  (ISSN 2381-8107), , succède à Acta Botanica Gallica
- Bothalia
- Bradea
- Bradleya
- Braun-Blanquetia - Recueil de travaux de geobotanique  (ISSN 0393-5434)
- Brenesia
- Brotéria
- Brittonia - Journal de systématique botanique du Jardin botanique de New-York
- Bromélia
- Brunonia - Antérieurement Contributions from Herbarium Australiense
- Bulletin de l'Association des Parcs Botaniques de France
- Bulletin de l'Herbier Boissier (1893-1908)
- Bulletin of botanical Research
- Bulletin of the Fan Memorial Institute of Biology
- Bulletin de la Société botanique du Centre-Ouest
- Bulletin de la Société botanique de France - Publié par la Société botanique de France, devient Acta botanica Gallica
- Bulletin de la Sociéta de botanique de Belgique
- Bulletin de la Société botanique du Nord de la France
- Bulletin de la Société  d'Histoire Naturelle de Toulouse
- Bulletin de la Société royale de botanique de Belgique
- Bulletin du Jardin Botanique de Buitenzorg
- The Bulletin of the Torrey Botanical Society (1870-) - Devient The Journal of the Torrey Botanical Society

## C
- Caesiana - Rome (Italie)
- Calyx
- Canadian Journal of Botany -  (ISSN 0008-4026)
- Canadian Journal of Forest Research
- Canadian Journal of Plant Pathology
- Candollea -  (ISSN 0373-2967)
- Castanea
- Cathaya
- Cavanellesia - Rerum botanicarum acta Barcelone
- Ceiba
- Chinese Bulletin of Botany, 1983-, Institut botanique de l'Académie chinoise des sciences,  (ISSN 1003-2266) (1983-2008) et  (ISSN 1674-3466) (depuis 2009), remplace Acta botanica Sinica
- Chronica Botanica
- Contributions of the University of Michigan Herbarium
- Cunninghamia
- Current Biology
- Curtis's Botanical Magazine -  (ISSN 1355-4905)
- Cuscatlania - Flore salvadorienne (Salvador).
- Cyperaceae Newsletter

## D
- Darwiniana
- Davidsonia (1970-1981 puis 2002-)- Journal du Jardin botanique de l'Université de Colombie Britannique (Canada) - Créé en 1970 par Roy L. Taylor
- Dendrologia Florestal
- Desert Plants
- Deserta
- Dinteria Botanique namibienne (Namibie) -  (ISSN 0012-3013)]
- Documents phytosociologiques
- Dominguezia
- Dumortiera

## E
- Edinburgh Journal of Botany (Écosse) -  (ISSN 0960-4286) .
- Elliottia
- Englera
- Erica (1992-) - Bulletin de botanique armoricaine (Massif armoricain, France) -  (ISSN 1167-7155)
- Evolution

## F
- Feddes Repertorium
- Flora -  (ISSN 0367-2530)
- Flora Mediterranea
- Flora : Timarit um Islenzka Grasafraedi, 1963-1968, Reykjavik  (ISSN 0430-6627), devient Acta botanica Islandica en 1973
- Folia biologica Andina
- Folia geobotanica phytotaxonomica
- Fontqueria
- Forest Genetics Resources Information
- Fremontia

## G
- Gartenflora revue mensuelle fondée en 1852 par Eduard von Regel
- Gaussenia - Antérieurement Travaux du Laboratoire Forestier de Toulouse.
- Ginkgoana
- Giornale Botanico Italiano
- Gleditschia
- Gorteria - Flore sauvage des Pays-Bas
- Grana
- Great Basin Naturalist
- Guihaia
- Gymnocalycium

## H
- Haussknechtia
- Herbertia
- Hercynia
- Hikobia
- Hoehnea
- Hoppea
- Huntia

## I
- International Journal of Plant Sciences
- Isatis, revue botanique de la Haute-Garonne et du midi-toulousain
- Iselya

## J
- Japanese Journal of Botany
- Journal de botanique
- Journal of economic and taxonomic Botany
- Journal of Geobotany
- Journal of Integrative Plant Biology, 2004-, Société botanique de Chine et Académie chinoise des Sciences, , remplace Acta botanica Sinica de 2004 à 2008
- Journal of Japanese Botany
- Journal of South African Botany
- Journal of the Arnold Arboretum
- Journal of the Bombay Natural History Society
- Journal of the Institute of Wood Science
- The Journal of the Torrey Botanical Society

## K
- Kalmia
- Kew Bulletin
- Kew Magazine
- Kingia
- Kirkia
- Kurtziana (Argentine)

## L
- Lagascalia - Plantes vasculaires (principalement méditerranéennes) - Périodique scientifique international de Département de Biologie et d'écologie végétales de lUniversité de Séville
- Lazaroa
- Lejeunia - Liège (Belgique)
- Lindbergia - Danemark
- Linnaea
- The Linnean
- Lloydia - Devenu Journal of Natural Products.
- Loefgrenia
- Lorentzia
- Ludoviciana (1966-), série publiée par l'Université Laval, Québec, remplace Contributions de l'Institut d'Oka

## M
- Madroño
- Mentzelia
- Mitteilungen der Deutschen Dendrologischen Gesellschaft
- Miyabea
- Le monde des plantes
- Morris Arboretum Bulletin
- Moscosoa, périodique du Jardin botanique national de Saint-Domingue, République dominicaine.
- Musa, journal électronique du Jardin botanique national de Belgique
- Mutisia, 1952-1995, Musée d'histoire naturelle et Institut des sciences naturelles de l'Université nationale de Colombie, Bogota  (ISSN 0027-5123)

## N
- Napaea
- Naturaliste Canadien
- Nederlandsch kruidkundig archief, 1846-1951, Leiden, en 1952 fusionne avec Recueil des travaux botaniques néerlandais pour devenir Acta botanica Neerlandica
- New Phytologist
- New Zealand Journal of Botany
- Nordic Journal of Botany
- Norrlinia - Journal du Muséé de Botanique (Université d'Helsinki, Finlande). Le nom du périodique commémore Johan Petter Norrlin,
- Notes of the Royal Botanic Gardens Edinburgh
- Notizblatt Botanische Garten Berlin-Dahlem
- Nova Hedwigia -  (ISSN 0029-5035)
- Novon
- Nuovo Giornale Botanico Italiano - Fondé par Odoardo Beccari.
- Nuytsia

## O
- Opera Botanica Belgica
- Österreiches Botanische Zeitschrift - Devenu Plant Systematics and Evolution.
- Orquideologia

## P
- Pabstia
- Palestine Journal of Botany
- Pankia - Bulletin du jardin botanique La Laguna (Salvador)
- Parodiana - Pharmacologie et botanique (Argentine) -  (ISSN 0325-9684)
- Phytochemistry
- Phytologia
- Phytomorphology
- Phyton - Annales rei botanicae
- Pittieria - Flore et végétation néotropicales - Revue du département de Botanique de la Faculté des Sciences forestières et environnementales de l'Université de Los Andes -  (ISSN 0554-2111).
- The Plant Journal -  (ISSN 0960-7412) - Web :  (ISSN 1365-313X)
- Plant Systematics and Evolution
- Planta -  (ISSN 0032-0935)
- The Plantsman
- Preslia (1914-) - Journal de la Société botanique tchèque (Prague) - Son nom honore les frères Jan Svatopluk Presl (1791-1849) et Karel Bořivoj Presl (1794-1852)  (ISSN 0032-7786)
- Provancheria, mémoires de l'Herbier Louis-Marie, Faculté d'Agriculture de l'Université de Laval, Québec.

## Q
- Queensland Botany Bulletin

## R
- Raymondiana
- Recueil des travaux botaniques néerlandais, 1904-1950, Société Botanique Néerlandaise, Amsterdam, en 1952 fusionne avec Nederlandsch kruidkundig archief pour devenir Acta botanica Neerlandica
- Reinwardtia
- Revista Brasileira de Botânica
- Revue bretonne de Botanique
- Revue générale de Botanique
- Revue Horticole
- Rheedea (1991-) - Taxonomie des Angiospermes - Journal de l'Indian Association for Angiosperm Taxonomy (Inde) -
- Rhodora (1899-) - Étude des plantes d'Amérique du Nord et plus particulièrement de la Nouvelle Angleterre - Journal du New England Botanical Club  (ISSN 0035-4902),
- Rodriguésia
- Ruizia

## S
- Sandakania - Systématique, morphologie et histoire naturelle (Malaysia)
- Sarsia
- Schlechteriana
- Selbyana - Journal du Jardin botanique Marie Selby (Floride)
- Sellowia -  (ISSN 0375-1651).
- Sendtnera
- Sida, Contributions to Botany - Botanique systématique -  (ISSN 0036-1488)
- Silvae Genetica
- Solanaceae Newsletter
- Sommerfeltia - Taxinomie, phytogéographie, phytosociologie écologie et morphologie végétales (Norvège)
- South-African Journal of Botany -  (ISSN 0254-6299)
- Southwestern Naturalist
- Stapfia
- Sultania
- Sunyatsenia
- Svensk Botaniska Tidskrift
- Systematic Botany

## T
- Taxon
- Taxonomania - Revue de taxonomie et de nomenclature botaniques (Belgique)
- Telopea
- Thaiszia - Journal de botanique slovaque -  (ISSN 1210-0420)
- Torreya
- Turrialba (1950-1995) - Revue interaméricaine des sciences agricoles, éditée par l'Institut Interaméricain de Coopération pour l'Agriculture.

## U
- Utafiti

## V
- Växtodling
- Vegetatio -  (ISSN 1385-0237)
- Vieraea (1970-) - Journal scientifique du Musée des Sciences Naturelles de Ténérife -  (ISSN 0210-945X)

## W
- Wahlenbergia
- Watsonia - Journal de la Botanical Society of the British Isles  (ISSN 0043-1532)
- Webbia
- Wentia
- Western Australian Herbarium Research Notes
- Willdenowia - Annales du Jardin Botanique et du Musée de Botanique du Musée de Berlin-Dahlem  (ISSN 0511-9618)
- Willemetia - Bulletin de liaison de Floraine, association des botanistes lorrains (Lorraine, France)
- Wood and Fibre
- Wrightia

## Z
- Zandera  (ISSN 0940-9920)